# 普利宁根
普利宁根（德語：Plieningen，發音：[ˈpliːnɪŋən]）是德国巴登-符腾堡州斯图加特的区，面积13.07平方千米，2020年5月人口为13,397人。
普利宁根原为一独立市镇，1942年4月1日，普利宁根并入斯图加特。